# Bijenwolf (wesp)
De bijenwolf (Philanthus triangulum) is een insectensoort uit de familie van de graafwespen (Crabronidae). In Nederland is de soort algemeen en in België vrij algemeen.

## Kenmerken
De bijenwolf is een grote wesp; de mannetjes (8–10 mm) zijn kleiner dan vrouwtjes (13–18 mm). De kleur is zwart met gele poten en een gele onderbroken bandering op het achterlijf. De grote kop is duidelijk ingesnoerd en de antennes zijn plat en breed. 

## Leefwijze
De bijenwolf leeft solitair. De mannetjes zijn onschuldige bloembezoekers, die vaak afkomen op guldenroede. Het vrouwtje echter is in staat bijen van andere insecten te onderscheiden. Als ze een bij heeft gevonden, blijft ze boven de bij hangen tot het juiste moment daar is. Met haar poten grijpt ze dan de bij vast. Meteen geeft de wesp de bij een verlammende steek en perst het gif door het lichaam van de bij, waarbij de eventuele nectar ook uit de monddelen van de bij komt, die de wesp opdrinkt. Zo legt de wesp een aantal verlamde bijen in haar nest en legt op een ervan een eitje. Mannelijke bijenwolfnakomelingen krijgen gewoonlijk twee of drie honingbijen in hun broedcel en vrouwelijke nakomelingen vier tot zes honingbijen. In de laatste binnengebrachte prooi wordt het eitje gelegd. Wanneer het eitje uitkomt, eet de larve de bijen een voor een op. Omdat deze niet zijn gedood maar zijn verlamd, zijn deze nog vers en worden levend gegeten.
Het nest wordt gebouwd met leem en bestaat uit een gang waaraan een aantal kamers liggen, voor iedere larve een.

## Etymologie
De bijenwolf dankt zijn naam aan het feit dat hij bijen vangt.
De bijenkever wordt ook wel bijenwolf genoemd. Deze is ovaal van vorm en rood met zwart van kleur.